# Ocell lira d'Albert
L'ocell lira d'Albert (Menura alberti) és una espècie d'ocell de la família dels menúrids (Menuridae) que habita zones boscoses humides i sovint rocoses del sud-est de Queensland i nord-est de Nova Gal·les del Sud, en Austràlia oriental.
És la més escassa de les dues espècies d'ocells lires. El nom commemora el príncep Albert, el consort de la reina Victòria del Regne Unit. No té les plomes elegants en forma de lira del seu parent l'ocell lira superb i l'àrea de distribució és molt més reduïda. S'estima que la població total és de només 3500 individus reproductors, i és l'ocell que té l'àrea de distribució més petita del continent australià. En el passat es caçava per ser cuinades en forma d'empanades o per utilitzar les plomes de la cua per fer gorres de caçador o per simple vandalisme.

## Descripció

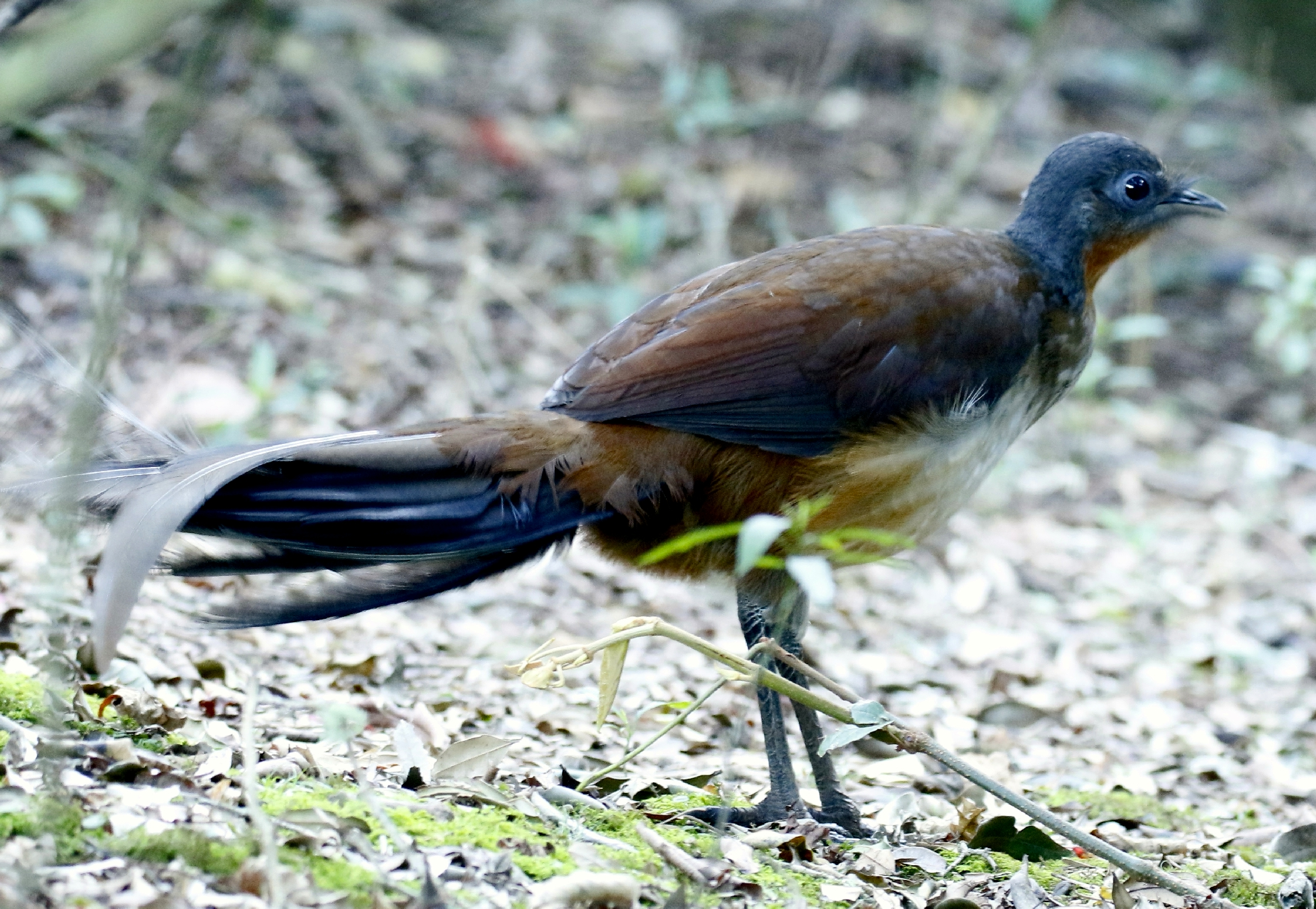
L'ocell lira d'Albert

L'ocell lira d'Albert és un ocell terrestre aproximadament de la mida d'un faisà, la femella pot arribar als 75 cm de llarg i el mascle als 90 cm. Té una envergadura alar entre 76–79 cm i pesa al voltant de 930 grams. És similar a l'ocell lira superb, encara que el plomatge és predominantment castany, més vermellós a l'esquena, gola, carpó i la base de la cua amb els flancs color crema blanquinós i el cap grisenc. El bec és negre i els seus ulls són marrons o negres, envoltats per un ample anell gris blavós. Les potes són de color gris bru o negres.
Els dos sexes tenen un aspecte semblant excepte per la forma de la cua. El mascle té una espectacular cua composta per un parell de plomes centrals arrissades de color castany vermellós, sis parells de plomes llargues filamentoses que són marró negres per la part superior i grisos per la inferior i el parell de plomes exteriors molt amples i aplanades però el raquis poc dens que també són marró negres per sobre i grisos per sota. La cua de la femella és més curta amb plomes simples lleugerament menys alçades i amb aparença menys apuntada quan estan plegades. Està composta per un parell de plomes centrals estretes i esmolades i la resta planes i arrodonides sense plomes filamentoses. En caminar el mascle porta la cua alçada i es corba en el tram mitjà.7
Els joves estan separats dels adults a poca distància. S'assemblen a les femelles, però se'n distingeixen que el color del seu front, gola, part frontal del coll és més vermellosa i uniforme, les seves parts superiors són més clares i el seu bisbet i ventre té una textura de plomissol més suau i sobretot perquè les plomes de la cua són més estretes i apuntades, sobretot les centrals.
Els joves s'assemblen a les femelles, però se'n distingeixen pel color del front, gola, part frontal del coll que és més vermellosa i uniforme, les parts superiors són més clares i el carpó i ventre té una textura de plomissol més suau i sobretot perquè les plomes de la cua són més estretes i apuntades, sobretot les centrals.

## Cant
Tant aquesta espècie com l'ocell lira superb tenen cants enèrgics i flexibles on barregen les pròpies crides amb imitacions dels cants d'altres ocells en llargues sèries sense interrupció. Comparat amb l'ocell lira superb, l'ocell lira d'Albert limita la seva imitació a un espectre més petit d'espècies d'ocells sent les més freqüentment imitades el jardiner verd i el jardiner setinat a més dels cinclosomàtids i els platycercus.
La gola pot crear al moment sons profunds i ressonants i canviar ràpidament a refilets i notes altes i melodioses i canviar de nou a sons estridents. Un dels passatges del cant comença suau i es va elevant fent-se més alt i clar, que s'ha associat amb l'udol del dingo.
El mascle canta durant moltes hores cada dia durant el cim de l'època de cria a l'hivern i són silenciosos la resta del temps. Quan s'espanten fan un crit estrident. Aquests ocells són tímids i evasius i són difícils de veure fins i tot quan canten amagats entre la densa vegetació del seu hàbitat amb llum tènue ja que sempre són molt receloses.

## Distribució i hàbitat
Sembla que l'extensió de l'àrea de distribució de l'Curtis, H.S. (1998). Lyrebirds: Veiled in secrecy. Nature Australia. 26:32-41. s'ha reduït significativament després de la colonització europea. Gran part de l'hàbitat es va talar i es va aclarir durant el segle xix. Encara que l'espècie encara era abundant a les terres baixes a l'arribada del segle xx, el continu aclarit de l'hàbitat van desplaçar la majoria de les poblacions a majors altituds, generalment per sobre dels 300 metres sobre el nivell del mar.
Els censos restringeixen actualment aquests ocells a diverses zones de muntanya de la confluència de l'extrem sud-est de Queensland i el nord-est de Nova Gal·les del Sud, quedant la major part del seu hàbitat en reserves. A Queensland es troba des de la muntanya Tamborine i el parc nacional Springbrook a l'est fins a les muntanyes McPherson per l'oest. Hi ha poblacions aïllades als parcs nacionals mont Burney i de la cadena principal. La població major es troba a l'altiplà Lamington. Abans hi havia ocell lira superb pels voltants de Sunshine Coast i la serralada D'Aguilar però ha desaparegut d'aquestes zones. A Nova Gal·les del Sud només es troba a la remota regió del nord de Northern Rivers, per les muntanyes de la frontera el Parc Nacional Nightcap per l'est, arribant per l'oest possiblement fins al Parc Nacional Koreelah. Hi ha una gran concentració a la zona de la muntanya Warning. Encara queden poblacions aïllades a les zones de selva que encara hi ha i que arriben tan al sud com Wardell.
Aquests ocells prefereixen la pluvisilva amb un dens sotabosc de lianes i matolls, o el bosc esclerofil·le humit amb un dens sotabosc de plantes de selva humida inclosa la selva temperada. Ocasionalment es registren en zones on es barregen el bosc d'eucaliptus amb sotabosc humit al voltant dels barrancs i vessants inferiors humits.
La composició d'espècies vegetals en aquests boscos sembla no ser important tret perquè els dossers arboris formats per eucaliptus sempre s'associen amb més densitats de població que amb les selves que no tenen eucaliptus (en llocs amb climes semblants). Les densitats de les poblacions augmenten en gradient a mesura que augmenta la pluja i baixa la temperatura mitjana anual, en baixar l'índex d'humitat la densitat de mascles baixa i la població es veu confinada als voltants dels barrancs. En comparar el bosc esclerofil·le humit amb la pluviselva de clima i índex d'humitat equivalents, les majors densitats de població sempre es troben al bosc esclerofil·le humit, cosa que s'associa a una major quantitat de fullaraca i troncs per les seves taxes més lentes de descomposició de la matèria vegetal.
Les valls humides escarpades i altres zones físicament o geogràficament protegides del foc probablement els proporcionin un important hàbitat refugi.
L'ocell lira d'Albert generalment es troba sol o en parella i rarament en grups de tres. És sedentària i generalment roman a la mateixa àrea tot l'any. Els mascles són territorials durant l'època de cria. Les femelles semblen tenir els seus propis territoris que solapen parcialment amb els del mascle i els defensen més per ser els seus recursos alimentaris que per ser el centre dels llocs d'aparellament. Les dades sobre la mida del territori només s'han registrat per als mascles. El territori d'un mascle generalment es compon de 5-15ha.

## Reproducció
Es desconeix el sistema d'aparellament de l'ocell lira d'Albert encara que s'ha documentat el seguici d'aparellament del mascle. El mascle utilitza una zona de terreny pla del qual ha retirat tots els detrits del terra, en lloc d'un monticle de detrits que utilitza l'ocell lira superb. En l'exhibició, el mascle alça la cua arquejant-la fins a col·locar-la per sobre del cap i llavors la baixa gradualment agitant-la cap endavant fins que l'ocell cobreix el cap amb un vel de plomes filamentoses.13 No hi ha proves que es mantinguin llaços de parella entre mascles i femelles després de l'aparellament.
S'ha registrat que les postes es produeixen de maig a agost a tota l'àrea de distribució. Nia prop de la copa dels arbres, generalment a les zones més fosques del bosc. Generalment els nius es localitzen en zones rocoses, en sortints, fissures o buits entre roques, ocasionalment en coves, penya-segats o en barrancs rocosos i de vegades a prop de les cascades. També situa els nius en altres llocs com el terra de grans pendents, en talussos o entre les arrels de les figueres, la base de les palmeres o els troncs i entre la vegetació densa.
Les femelles nien a prop del lloc que van fer servir l'any anterior i de vegades reutilitzen el mateix niu. La femella construeix sola un niu arrodonit amb una entrada lateral, compost de palets, fulles de falgueres i palmeres, escorces, folrat amb molsa i altre material vegetal suau a més de plomes. La construcció del niu pot durar almenys tres setmanes. L'aparença externa del niu és la d'una acumulació de detrits de la selva, cosa que ajuda a camuflar el niu.
La posta es compon d'un sol ou. Els ous varien molt en el seu color i de vegades de forma, però generalment són grisos o grisos amb motes i taques. La femella els cova i alimenta el pollet sense l'ajuda del mascle. El pollet es desenvolupa aproximadament en cinc setmanes i mitja. No es coneixen les dades d'èxit reproductiu però s'ha observat que només crien una niuada per temporada.

## Alimentació
L'ocell lira d'Albert s'alimenta principalment d'insectes (com els escarabats) i les larves i altres invertebrats del sòl. Generalment s'alimenta furgant a terra, especialment en zones on hi ha molta fullaraca humida o troncs caiguts, però ocasionalment també s'alimenta a les falgueres epifítiques.14 Normalment busquen aliment en àrees clares més que en les de densos arbustos però cobertes per un estrat més alt. Quan busquen aliment furgen entre la fullaraca i els detrits per desenterrar les seves preses;7 mentre que les que es busquen entre les epifites picotegen i esgarrapen el substrat.

## Amenaces
A Nova Gal·les del Sud estan classificades com a vulnerables i protegides per la llei d'espècies amenaçades de 1995 y a l'estat de Queensland es classifiquen com a gairebé amenaçades segons la llei de conservació de la naturalesa de 1992.
L'amenaça més gran inclou l'aprofitament forestal intensiu i la substitució del seu hàbitat òptim per plantacions d'espècies aprofitables per a l'home com els eucaliptus i els pins. La invasió de les zones talades o els hàbitats danyats per malesa composta per lantanes (Lantana camara), redueix la quantitat d'hàbitat disponible. També fa malbé el seu hàbitat la ramaderia i l'expansió de les zones urbanitzades prop del seu hàbitat, la depredació d'espècies introduïdes com la guineu roja (Vulpes vulpes), els gossos i gats assilvestrats, i els gossos i gats domèstics quan aquestes ocells es localitzen prop dels assentaments humans.
Algunes poblacions aïllades estan amenaçades simplement perquè són molt petites i són a prop dels assentaments humans i la seva densitat de població és menor que la que s'ha estimat com a òptima.
L'escalfament global i els seus efectes anticipats (canvis a l'hàbitat, alteració de la freqüència i intensitat dels incendis) podria ser una amenaça potencial en el futur per a l'ocell lira i els grans incendis podrien tenir un gran impacte en tota la seva població.
En estar confinada en àrea geogràfica petita, l'espècie està amenaçada per esdeveniments com una sequera local severa que podria afectar tots els individus de la seva població.